# Demerchentsi
Demerchentsi (en georgiano: დემერჩენცი) o Jishjaripsh (en abjasio: Хышәҳарыԥшь) es una aldea que pertenece a la parcialmente reconocida República de Abjasia, parte del distrito de Gagra, aunque de iure pertenece al municipio de Gagra de la República Autónoma de Abjasia de Georgia.

## Toponimia
Durante la década de 1940, el lugar se conocía como Psousjevi (en georgiano: ფსოუსხევი).

## Geografía
Demerchentsi está en la orilla izquierda del río Psou, a 40 km de Gagra. Las aldea se administra desde el pueblo de Mikelripshi.

## Historia
La aldea se llamaba Jushkaripsh en el siglo XIX, hasta la deportación de los habitantes locales al Imperio otomano en 1864. 
En la década de 1930, la aldea se se llamaba Demerche-Kiuji, y en la de 1940, Psousjevi. En 1955 se recuperó el nombre de Demerchentsi.  
Tras la guerra de Abjasia, los abjasios lo rebautizaron como Jishjaripsh. 

## Demografía
La evolución demográfica de Demerchentsi entre 1959 y 1989 fue la siguiente:
| 399                                                 | 326 |
| (Fuente: Population of Abkhazia since Soviet times) |     |

Según el censo de 1959, la mayoría de la población local eran armenios y georgianos.